# Hans-Jürgen Bäsler
Hans-Jürgen Bäsler (* 28. März 1938; † 6. August 2002) war ein deutscher Fußballspieler. Er bestritt 17 Bundesligaspiele.

## Karriere
Bäsler begann seine sportliche Laufbahn als Boxer bei den Neuköllner Sportfreunden. 1958 rückte er von der Jugendmannschaft in das Vertragsligateam von Tasmania auf, in dem er bis 1963 148 Spiele bestritt. Auch Sepp Herberger erkannte die Talente des Stoppers und berief ihn 1959 für das Länderspiel gegen Jugoslawien, bei dem er auf der Reservebank saß. In der Berliner Stadtliga gewann Hans-Jürgen Bäsler mit Tasmania 1900 in den Jahren 1959, 1960 und 1962 die Meisterschaft. Er kam in den Endrundenspielen um die deutsche Meisterschaft auf 15 Einsätze. Am 29. Mai 1960 verlor er mit "Tas" das Spiel im Olympiastadion vor 88.000 Zuschauern gegen den 1. FC Köln mit 1:2 Toren. Er bildete zumeist mit Horst Talaszus das Verteidigerpaar. Insgesamt wird er von 1957 bis 1963 mit 147 Spielen in der Stadtliga Berlin geführt. Im September/Oktober 1962 kam er zu zwei Einsätzen im Messepokal gegen DOS Utrecht. Bis 1964 spielte der Abwehrspieler bei Tasmania Berlin, der ab 1963 in der zweitklassigen Regionalliga Berlin spielte. 1964 wechselte er in die ebenfalls zweitklassige Regionalliga West zu Arminia Bielefeld. Dort hatte er bis Mai 1965 zwölf Einsätze, bei denen ihm ein Elfmetertor gelang. Außerdem schoss er ein Eigentor. 1965 kehrte Bäsler zu den in die Bundesliga aufgestiegenen Tasmanen zurück, bei denen er in der Hinrunde Stammspieler war. In der Rückrunde hatte Bäsler hingegen nur noch zwei Einsätze. Im Frühjahr 1966 wurde sein Vertrag mit Tasmania nach Unstimmigkeiten mit dem Trainer Heinz-Ludwig Schmidt. Er wechselte dann zu Rot-Weiß Neukölln, wo er auch als Trainer wirkte.

## Trivia
Bäsler hatte den Beruf eines Maurers erlernt. Nach dem Abschluss seiner Profilaufbahn als Fußballspieler war er erst Gebrauchtwagenhändler und Inhaber eines Süßwarengeschäfts, bis er schließlich als Versicherungsvertreter tätig war. Er starb am 6. August 2002.